# 5학년 3반 청개구리들 (영화)
《5학년 3반 청개구리들》은 한국에서 제작된 김병기 감독의 1986년 영화이다. 손희창 등이 주연으로 출연하였고 김인동 등이 제작에 참여하였다.

## 출연

### 주연
- 손희창
- 박유미
- 문경아
- 최정훈

## 기타
- 조명: 박삼조
- 녹음: 유창국